# Апостольская церковь, международная
Апостольская церковь, международная — христианская пятидесятническая церковь в Эфиопии, США и некоторых других странах. По собственным данным церковь объединяет 3 миллиона верующих. 
Относится к пятидесятникам-унитариям и является единственной пятидесятнической церковью, исповедующей миафизитскую христологию.
Церковь также известна под названием Апостольская церковь Эфиопии.

## История
Первые пятидесятнические миссионеры Анна-Лиза и Санфрид Мэттсон из Свободной финской иностранной миссии прибыли в Эфиопию в 1951 году. Миссионеры оказали влияние на харизматическую молитвенную группу студентов из Университета Аддис-Абебы. Членом молитвенной группы был Теклемариам Гезахегн, который в 1963 году основал Апостольскую церковь Эфиопии. Большинство студентов молитвенного кружка в 1967 году основали Церковь верующих в Полное Евангелие. 
Первое время все пятидесятнические церкви в Эфиопии находились на нелегальном положении и подвергались гонениям. Несмотря на это, число домашних церквей значительно выросло к 1991 году, когда, после падения военного правительства, была установлена свобода вероисповедания. Долгое время церковь входила в состав [[Международная объединённая пятидесятническая церковь|Международной объединённой пятидесятнической церквиВ 2001 году, после принятия миафизитства, эфиопская община вышла из Объединенной пятидесятнической церкви. Чуть позже была создана Апостольская церковь, международная. 
В 2004 году церковь насчитывала 7143 общины и 2,6 миллиона прихожан. 
В 2012 году прихожанин Апостольской церкви Эфиопии Хайлемариам Десалень был назначен премьер-министром Эфиопии, став первым в истории страны правителем — протестантом. 

## Вероучение
Богословие церкви выражено в 23 статьях веры. Большинство из них содержит общепринятые протестантские доктрины — богодухновенность 66 канонических книг Библии, возможность спасения по вере, восхищение Церкви, страшный суд. Особый акцент сделан на необходимость крещения Духом Святым и возможность получения физического исцеления через возложение рук. Вечеря Господня совершается с омовением ног. Членам церкви запрещен развод и повторный брак. Являясь частью движения пятидесятников-унитариан, Апостольская церковь отрицает доктрину Троицы, исповедуя форму модализма.
Руководителем Апостольской церкви, международной остаётся её основатель, епископ Теклемариам Гезахегн.